# Fortunate Son
"Fortunate Son" é uma canção da banda de rock Creedence Clearwater Revival, do álbum Willy and the Poor Boys, de 1969.
Foi lançada como single no final de 1969, com "Down on the Corner" como Lado B.
Foi considerada, pela Revista Rolling Stone, a 99º melhor música de todos os tempos.

## Sobre a música
É uma música de protesto, criticando o envolvimento americano na Guerra do Vietnã e supostos privilégios dados aos filhos da "elite", que não seriam mandados para o combate. John Fogerty afirmou na história não-oficial do C.C.R., Bad Moon Rising, escrita por Hank Bordowitz, que a inspiração foi David Eisenhower, neto do ex-presidente americano Dwight D. Eisenhower. David se casou com a filha de Richard Nixon, outro ex-presidente, em 1968.
Para Fogerty, os filhos da elite, como David Eisenhower, dificilmente seriam mandados para a guerra. O teor da letra é pró-classe trabalhadora e anti-privilégios.

## Faixas do Single
| N.º | Título               | Compositor(es) | Duração |  |
| 1.  | "Fortunate Son"      | John Fogerty   | 2:20    |  |
| 2.  | "Down on the Corner" | John Fogerty   | 2:46    |  |

## Recepção e crítica
"Fortunate Son" alcançou o 14º lugar na Billboard Hot 100, passando 14 semanas no chart. "Down on the Corner" foi mais longe, alcançando o 3º lugar no mesmo chart e passando 15 semanas nas paradas. "Down on the Corner" também figurou nas paradas do Reino Unido, alcançando o 31º lugar e passando 6 semanas no chart.
"Fortunate Son" aparece na lista da Revista Rolling Stone, 500 Greatest Songs of All Time, no 99º lugar.

## Presença na Mídia
"Fortunate Son" aparece nas trilhas sonoras de Forrest Gump, Duro de Matar 4.0, Sob o Domínio do Mal, entre outros. A música também é presente nos seriados Chuck, Las Vegas, My Name Is Earl, American Dad! e Sons of Anarchy. Também aparece nos jogos Call of Duty: Black Ops, lançado no final de 2010, Bioshock Infinite, Battlefield Vietnam, lançado em 2004, e Grand Theft Auto V (nova geração), lançado em novembro de 2014.